# Danil Klënkin
Danil Konstantinovič Klënkin (in russo Данил Константинович Клёнкин?; Mosca, 14 luglio 1990) è un calciatore russo, centrocampista svincolato.

## Palmarès

### Club

#### Competizioni nazionali
- Pervenstvo Futbol'noj Nacional'noj Ligi: 1

Tambov: 2018-2019